# Parantica apatela
Parantica apatela is een vlinder uit de familie Nymphalidae. De wetenschappelijke naam van de soort is voor het eerst geldig gepubliceerd in 1925 door James John Joicey & George Talbot.